# Tooncast
Tooncast es un canal de televisión por suscripción latinoamericano lanzado en diciembre de 2008, propiedad de Warner Bros. Discovery y operado por Warner Bros. Discovery Latin America, que emite dibujos animados clásicos transmitidos anteriormente en su canal hermano Cartoon Network.

## Historia
Tooncast fue presentado por Turner durante el ABTA, evento de televisión paga realizado en São Paulo, Brasil, en agosto de 2008 y fue lanzado el 1 de diciembre del mismo año para servir como canal de traslado de programación antigua del canal Boomerang, debido a que éste último había reemplazado la programación animada por series juveniles de acción real.
El canal transmite las series originales de Cartoon Network y las adquisiciones como la videoteca de Hanna-Barbera, Filmation, Ruby-Spears, Warner Bros (junto con las caricaturas de Merrie Melodies y Looney Tunes), DC Comics y Metro-Goldwyn-Mayer. Se ha incluido la serie de pilotos What a Cartoon!, el anime de Pokémon y Dragon Ball, y series brasileñas. Su programación consta de 12 horas continuas; cuando estas finalizan, vuelven a repetirse hasta el siguiente día.
En abril de 2013, el canal hizo un festejo por los 20 años de su canal hermano Cartoon Network, preparando maratones especiales de sus series originales como La vaca y el pollito, Soy la comadreja, Las Chicas Superpoderosas, El laboratorio de Dexter, Coraje, el perro cobarde, Ed, Edd y Eddy y Johnny Bravo.
El 1 de mayo de 2019, Tooncast eliminó de su programación toda la clásica videoteca de Hanna-Barbera, Warner Bros. y MGM (decisión que también se replicó en Cartoon Network y Boomerang), solo limitándose a la emisión de series originales de Cartoon Network, las temporadas más recientes de Pokémon y, por obligación, series de ANCINE. Las caricaturas de Hanna-Barbera, Warner Bros. y MGM regresaron a la programación en junio, sin embargo, se volvió a realizar ese cambio en julio del mismo año, para luego regresar en enero de 2020, donde se incluyeron por primera vez en el canal Batman del Futuro, Los Jóvenes Titanes, Tom y Jerry y Thundercats.
El 1 de junio de 2021, la programación del canal sufre un cambio drástico, quedando muy reducida en comparación a meses anteriores; sin embargo, a esta reducción de series también le acompañaron algunos estrenos. Se especula que dichos cambios vinieron como efecto del lanzamiento en Latinoamérica del servicio de streaming HBO Max. El 24 de noviembre del mismo año, junto con HTV, Glitz, Much y CNN International fueron retirados de la grilla de canales de Flow (solo en la zona AMBA y Capital Federal).
El 16 de junio de 2022, la página web de Tooncast fue reestructurada, redirigiendo a una sección exclusiva dedicada al canal en la página web de Cartoon Network.
El 1 de diciembre de 2022, luego de permanecer más de un año con la misma programación, ésta sufrió otro cambio, eliminando todas las series de Hanna-Barbera, Warner Bros. y DC y quedando solamente las series originales de Cartoon Network Studios en su programación, además regresaron series que hace tiempo fueron eliminadas, pero con este cambio, la programación quedó aún más reducida.
A comienzos de mayo de 2023, se informó que Los Supersónicos y La Vaca y el Pollito regresarían a la programación para junio, pero unos días después se dijo que para el 1 de junio de 2023, Tooncast volvería a cambiar su programación, retornando varias series que fueron retiradas hace tiempo, incluyendo los clásicos de Warner Bros. y Hanna-Barbera, pero con este cambio, algunas series también se ausentan de la programación.
Para el 1 de octubre de 2023, Tooncast hace algunos cambios en su programación, como el regreso de algunas series que fueron eliminadas hace tiempo, pero con esto también se retiran de la programación varias series de Cartoon Network Studios, siendo reemplazadas por series de Warner Bros. Animation como Las aventuras de Tom y Jerry o Duck Dodgers.
El 31 de diciembre de 2023, la cableoperadora Sky Brasil retira Tooncast junto a TCM de su parrilla de canales.
El 1 de enero de 2024, Tooncast hace algunos cambios en su programación, eliminando varias series de Hanna-Barbera como El escuadron diabolico, Los autos locos, Los peligros de Penélope Glamour, entre otros, siendo reemplazadas con el regreso de otras como Liga de la Justicia Ilimitada, Los pequeños Tom y Jerry, Los pequeños Looney Tunes, etc.; además, se estrenó por primera vez la serie ¿Qué hay de nuevo, Scooby-Doo?.
El 10 de enero de 2024, Warner Bros. Discovery Latin America decide lanzar a través del satélite Intelsat 34 las señales en alta definición de Tooncast y TCM, transmitiendo el mismo contenido que su señal en definición estándar.
El 1 de abril de 2024, Tooncast nuevamente hace pequeños cambios en su programación, eliminando Tom y Jerry y Jonny Quest, y ese mismo día vuelven Maguila Gorila y Thundercats.
El 1 de julio de 2024, Tooncast vuelve a hacer cambios en su programación, con este cambio X-Men: Evolution, Los jóvenes titanes, ¡Fenomenoide!, Liga de la Justicia Ilimitada y Los pequeños Tom y Jerry se ausentan de la programación, y ese mismo día regresan El campamento de Lazlo y Mi compañero de clases es un mono, también se estrena la serie Scooby-Doo! misterios S.A.
El 1 de octubre de 2024, Tooncast hace otro cambio en su programación, con este cambio Maguila Gorila, Don Gato y su pandilla, Pinky y Cerebro y Las aventuras de Silvestre y Piolín se ausentan de la programación, y ese mismo día regresan otras series de Cartoon Network a la programación como Chowder, Las maravillosas desventuras de Flapjack y Generador Rex.
El 1 de enero de 2025, Tooncast hace otro cambio en su programación, eliminando todas las series de Hanna-Barbera, Warner Bros y DC de su programación y quedando solamente las series originales de Cartoon Network Studios en su programación, además regresan más series de Cartoon Network como El escuadrón del tiempo, Mike, Lu y Og, Sheep en la gran ciudad o Jones, el robot.
Para finales de enero de 2025, se informó que Tooncast estrenaría Scooby-Doo y quién eres tú? para 1 de marzo del mismo año, junto a regresos de clásicos que ya habían sido eliminados hace tiempo, entre ellos algunas series de Cartoon Network, Hanna Barbera, DC, Warner Bros y Warner Bros. Animation como La vida y obra de Juniper Lee, Legión de superhéroes, Los sábados secretos, Huckleberry Hound, Pixie, Dixie y el gato Jinks, Las aventuras de Jonny Quest, Los Picapiedra, Los Supersónicos, Duck Dodgers, Krypto, el superperro, Tom y Jerry, Los pequeños Tom y Jerry, Los pequeños Looney Tunes, etc, además de esto, también se informó de varias ausencias de series de Cartoon Network, como El escuadrón del tiempo, Jones, el robot, Sheep en la gran ciudad, Generador Rex, Chowder, Las maravillosas desventuras de Flapjack y Mike, Lu y Og, pero hubo un cambio de último momento, por razones desconocidas, el estreno de Scooby-Doo y quién eres tú fue reemplazado por regresos de ¿Qué hay de nuevo, Scooby-Doo? y Scooby-Doo! misterios S.A., así como los de La vida y obra de Juniper Lee, Legión de superhéroes, Los sábados secretos, Huckleberry Hound, Pixie, Dixie y el gato Jinks y Las aventuras de Jonny Quest fueron cancelados, siendo éstas reemplazadas por el regreso de otras series clásicas de Hanna Barbera y Warner Bros, como Los autos locos, Don Gato y su pandilla, Looney Tunes o Fantasías animadas de ayer y hoy, además de las ausencias de las series de Cartoon Network que se informó que iban a ser eliminados, solamente Chowder, Las maravillas desventuras de Flapjack y Mike, Lu y Og fueron retirados respectivamente, las demás series que se dijo que se iban a eliminar de la programación, se mantuvieron en la misma.
El 1 de abril de 2025, Tooncast elimina la serie Zuzubalandia de su programación, después de ser emitida en el canal por poco tiempo, y es reemplazada por la serie brasileña Oswaldo
El 1 de julio de 2025, Tooncast de nuevo hace un cambio en su programación, con este cambio Generador Rex, Krypto, el superperro, Scooby-Doo! misterios S.A. y Jones, el robot se ausentan de la programación, y ese mismo día vuelven ThunderCats, Scooby-Doo, ¿dónde estás? y Mike, Lu y Og

## Estructura de la señal
Al principio, el canal tuvo una distribución muy exclusiva y poco difundida, con el fin de elaborar una prueba de niveles de audiencia y aceptación por parte de los televidentes, fanáticos de clásicos televisivos y del canal Cartoon Network. Paulatinamente ha ido ampliando su distribución en sistemas de televisión paga, sumándose en los últimos años a varios operadores en la región. Aunque todavía en la mayoría de los cableoperadores el canal se encuentra en los paquetes más caros, ya sea en los paquetes de televisión digital o de canales prémium. Su ausencia en la grilla de canales de DirecTV es hasta hoy en día muy comentada.
Tooncast solo posee una señal para toda Latinoamérica, incluyendo a Brasil, lo que obliga al canal de mostrar series brasileñas para cumplir con el contrato con Ancine y la clasificación de audiencia de ese país, esto también limita al canal de emitir series con diferentes versiones de vídeo (como lo serían KND: Los Chicos del Barrio, Dragon Ball Z y Dragon Ball GT) y que se publiciten los horarios y nombres de las series del canal.